# Julius Schovelin (1821-1870)
 Der er flere personer med dette navn, se Julius Schovelin (1860-1933).
Julius Thorvaldsen Schovelin (1. oktober 1821 i København – 15. oktober 1870 i København) var en dansk officer, politiker og statsgældsdirektør, broder til landskabsmaler Axel Schovelin.
Han fødtes i København 1. oktober 1821, blev 1835 kadet, 1839 sekondløjtnant, 1840 elev på Den kongelige militære Højskole og 1844 premierløjtnant i Ingeniørkorpset. 1845-46 foretog han en udenlandsrejse til Mellemeuropa og ansattes ved sin tilbagekomst som lærer i vand-, land- og vejbygningskunst ved den militære Højskole. 1848 udnævntes han til ingeniørkaptajn af 2. og 1850 af 1. klasse. Det følgende år blev han medlem af Kommissionen angående Polyteknisk Læreanstalts omordning og fremtidige stilling.
Fra nu af deltog han tillige med iver i det politiske liv, blev 1852 valgt til Folketingsmand for Odense og repræsenterede denne kreds indtil 1861. Han sluttede sig på Rigsdagen til oppositionen mod det Bluhmeske og det Ørstedske ministerium. Dette havde bl.a. til følge, at Krigsministeriet, for i politisk henseende at uskadeliggøre ham, 1853 beordrede ham til at overtage Chausséinspektoratet i Lauenburg, en ordre, som han øjeblikkelig besvarede med at indgive en ansøgning om afsked fra sine embedsstillinger, hvilket også bevilgedes ham. Han fik nu i politisk henseende friere hænder, lod sig såvel 1854 som 1855 vælge til statsrevisor, udgav en antiministeriel afhandling, Rigsdagen og Hæren, og ernærede sig for øvrigt som civilingeniør, indtil han efter det Ørstedske ministeriums fald udnævntes til chef for Statsgældsdepartementet under Finansministeriet 1855. Denne udnævnelse skyldtes, i alt fald delvis, det indblik i den hele finansstyrelse, han havde erhvervet sig ved sin virksomhed som statsrevisor og som ordfører for Folketingets Finansudvalg. Det følgende år blev han derhos medlem af direktionen for Livrente- og Forsørgelsesanstalten og for «Tontinen af 1800». 1859 overtog han tillige ledelsen af de hidtil under departementet for statens udenlandske betalinger sorterende anliggender og blev desuden i de nærmest følgende år medlem af kommissionerne angående flytningen fra Gammelholm og bebyggelsen af Københavns fæstningsværkers terræn. Endvidere var han fra 1858 medlem af Det Sjællandske Jernbaneselskabs plenarbestyrelse, ligesom han efter krigen 1864 var medlem af den da nedsatte internationale finanskommission. 1855 blev han etatsråd og 1866 konferensråd, Ridder af Dannebrog 1856 og Dannebrogsmand 1860. Han døde i København 15. oktober 1870. Han var en flersidig begavet mand og besad ualmindelige evner til let og hurtigt at sætte sig ind i nye forretninger.
Han var gift med Susanne Josephine f. Klüwer (9. september 1828 i Klætorp – 11. januar 1912 i København), en datter af forstråd Christian August Klüwer (1794-1872) og Nancy f. Wilson (1803-1872). Parret er begravet på Assistens Kirkegård.
Han er gengivet på portræt af Ludvig Grundtvig 1862. Træsnit 1892 fra F. Hendriksen.